# Station Tarnobrzeg
Station Tarnobrzeg is een spoorwegstation in de Poolse plaats Tarnobrzeg.